# Leptotarsus longioricornis
Leptotarsus longioricornis är en tvåvingeart som först beskrevs av Alexander 1923.  Leptotarsus longioricornis ingår i släktet Leptotarsus och familjen storharkrankar. Inga underarter finns listade i Catalogue of Life.